# Charles Laval
Charles Laval (ur. 17 marca 1862 w Paryżu, zm. 27 kwietnia, 1894 tamże) – francuski malarz postimpresjonistyczny, związany z syntetyzmem i Szkołą z Pont-Aven.

## Życiorys
Charles Laval jako młody człowiek zdobył wykształcenie artystyczne w pracowni Léona Bonnata, a następnie w pracowni Fernanda Cormona. W 1880 i 1883 roku wystawiał w paryskim Salonie. W lecie 1886 roku, idąc w ślady innych artystów, udał się do Pont-Aven w Bretanii, gdzie malował obrazy przedstawiające wieś i mieszkańców.
Związał się ze Szkołą z Pont-Aven. Był uczniem i przyjacielem Paula Gauguina, który wywarł na niego silny wpływ. Wysoki i wychudzony, Laval odznaczał się słabym zdrowiem, częściowo ze względu na rozwiązły tryb życia, jaki prowadził. Chcąc zostawić ubóstwo Paryża i kontynuować współpracę z Gauguinem w cieplejszym klimacie, w kwietniu 1887 roku towarzyszył mu w podróży do Panamy, gdzie obaj mieli nadzieję żyć jak ludzie pierwotni. Ich romantyczne złudzenia zostały jednak szybko rozwiane, a rzeczywistość sprawiła, że Laval musiał zarabiać na życie malując portrety okolicznych mieszkańców. W drodze do Panamy obaj zatrzymali się na Martynice, gdzie Laval przyjął bardziej energiczny i swobodny styl malowania, który stosował wspólnie z Gauguinem. Po kilku miesiącach zmuszeni byli jednak zrezygnować z pobytu. Pod wpływem chorób i ciężkiej, fizycznej pracy, która z trudem zapewniała im najskromniejsze utrzymanie, podjęli decyzję o powrocie. W 1889 roku Laval wziął udział w wystawie „symbolistów i syntetystów” w Café Volpini.